# Cadlina nigrobranchiata
Cadlina nigrobranchiata is een slakkensoort uit de familie van de Cadlinidae. De wetenschappelijke naam van de soort werd voor het eerst geldig gepubliceerd in 1985 door Rudman.